# Нхата Беј (дистрикт)
Нхата Беј је један од дистрикта у Северном региону Малавија. Дистрикт заузима површину од 4.071 километара квадратних и има популацију од 164.761 становника. Главни град је Нхата Беј

## Култура
Нхата Беј је већином насељен Тонга народом, међутим неки делови имају и Тумбука народ. Доминантан језик је Читонга. Људи Нхата Беја имају неколико плесова који се играју у складу са годишњим добима. Најпознатији плесови су Малипенга, Чилимика и Хонала, ове игре се играју на забавама.

## Економија
Нхата Беј је један од најсиромашнијих дистрикта у Малавију. Већина људи гаји маниоку, што је њихова основна храна. Осим маниоке гаје се банане, кукуруз, просо и cajanus cajan. Људи дуж језера зарађују за живот тако што се баве риболовом. Већина мушкараца (80%) иде на посао у Танзанији и Јужној Африци.

## Значајни људи
- Едгар Чинг'оли Чирва - архитекта
- Кањама Чиуме - министар просвете
- Јесаја Зелењи Мвасе - свештеник
- Манова Чирва
- Алеке Кадонафани Банда – најпопуларнији политичар дистрикта
- Висеман Чијере Чирва - професор
- Ричард Банда СЦ – адвокат и бивши спортиста